# Kenotaf
En kenotaf (fra græsk κενός, tom, og τάφος, grav) er et gravmæle, hvor den døde ikke er gravsat. Måske fordi den dødes lig er gået tabt, har været begravet på stedet, eller fordi stedet har særlig betydning for den dødes liv. Kenotafer var særligt udbredte i oldtiden; både i det gamle Ægypten, antikkens Grækenland og det førkristne Nordeuropa (gravhøje). Der forekommer mange kenotafer fra middelalderen og nyere tid som en række kenotafer over Dante Alighieri i og ved Santa Croce-basilikaen i Firenze. Dantes grav er i Ravenna.
Undertiden kaldes mindesmærker, der er rejst til ære for grupper som faldne soldater, også kenotafer. De har som regel karakter af moderne monumenter over soldater døde under 1. verdenskrig eller ofrene for atombomberne over Hiroshima og Nagasaki.